# Vojenský památník Asiago
Vojenský památník v Asiagu (italsky Sacrario militare di Asiago) je jednou z hlavních vojenských kostnic z první světové války. Stojí na kopci Leiten (vyslovuje se Laiten) nedaleko od městečka Asiago v Benátsku v nadmořské výšce 1058 metrů.
Kostnice v Asiagu se stala spolu s kostnicemi Ossario del Pasubio, na hoře Grappa a Ossario del monte Cimone symbolem provincie Vicenza.

## Historie
V roce 1932, v období fašismu, vznikla myšlenka shromáždit všechny italské padlé vojáky pohřbené na četných válečných hřbitovech roztroušených na náhorní plošině Asiago v jediném impozantním památníku-kostnici.
Památník navrhl architekt Orfeo Rossato z Benátek a byl dokončen v roce 1936. O dva roky později, v roce 1938, sem byli přeneseni všichni italští padlí. Koncem 60. let bylo s Rakouskem dohodnuto, že sem budou přeneseny i mrtvoly rakousko-uherských vojáků, které zůstaly na původních vojenských hřbitovech. Rakušané však požádali, aby 5 rakousko-uherských válečných hřbitovů (ty na hoře Mosciagh) z tehdejších 8 zbývajících mohlo zůstat tam, kde byly.

## Popis
Památník tvoří jednotný čtvercový půdorys o délce strany 80 metrů, v němž je podél stěn obvodových a osových galerií uspořádána krypta s pohřebními výklenky padlých vojáků, zatímco uprostřed je osmiboká votivní kaple.
V blízkosti vstupu do krypty se nachází muzeum rozdělené do dvou sektorů. Nad kryptou se nachází velká terasa, na kterou vede 35 m široké schodiště, na jehož vrcholu je 47 m vysoký čtyřboký triumfální oblouk, v jehož středu je symbolický votivní oltář. Na čtyřech stranách terasy jsou v parapetu balkonu vyryty a šipkami označeny názvy nejdůležitějších lokalit v oblasti během Velké války.
Ve svatyni jsou uloženy ostatky 54 286 italských a rakousko-uherských padlých vojáků z války v letech 1915-1918, z toho 33 253 neznámých a 3 z války v letech 1940-1945. Jména známých vojáků jsou vyryta v abecedním pořadí zleva doprava na jednotlivých pohřebních nikách. Naproti tomu ostatky 21 491 neznámých italských a 11 762 neznámých rakousko-uherských padlých jsou shromážděny ve velkých společných hrobech v centrálních galeriích nejblíže ke kapli. Nedávno byla u vchodu umístěna trojjazyčná (hebrejská, italská a německá) deska s Davidovou hvězdou, která připomíná, že mezi padlými jsou i vojáci židovského původu.
Těla vojáků uložená v asijském památníku pocházejí většinou z 36 válečných hřbitovů v okolí. Mezi těmi známými je 12 padlých vojáků vyznamenaných zlatou medailí za vojenskou statečnost.
V kostnici nejsou uložena těla všech padlých na náhorní plošině během Velké války, ale pouze jejich část. Někteří z nich byli převezeni do jiných svatyní (např. do Sacrario militare di Redipuglia) nebo v některých případech do země svého původu a na náhorní plošině Asiago jsou stále pohřešovány tisíce vojáků: jen v bitvě u Ortigary jich bylo pohřešováno 4 500; v jarní ofenzívě přes 82 500. V seznamu chybí také britští a francouzští padlí, kteří nebyli pohřbeni uvnitř svatyně.

## Galerie

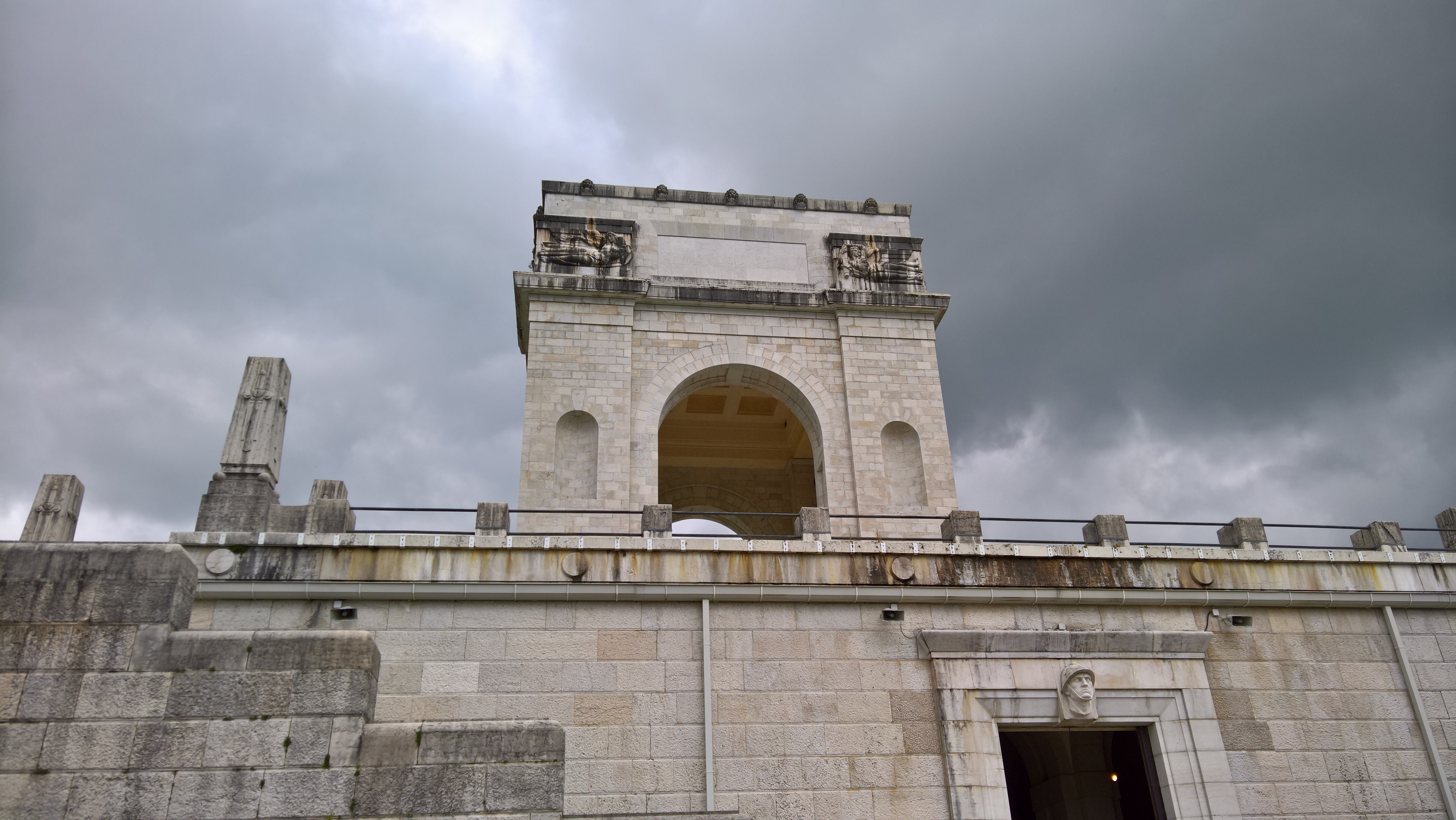
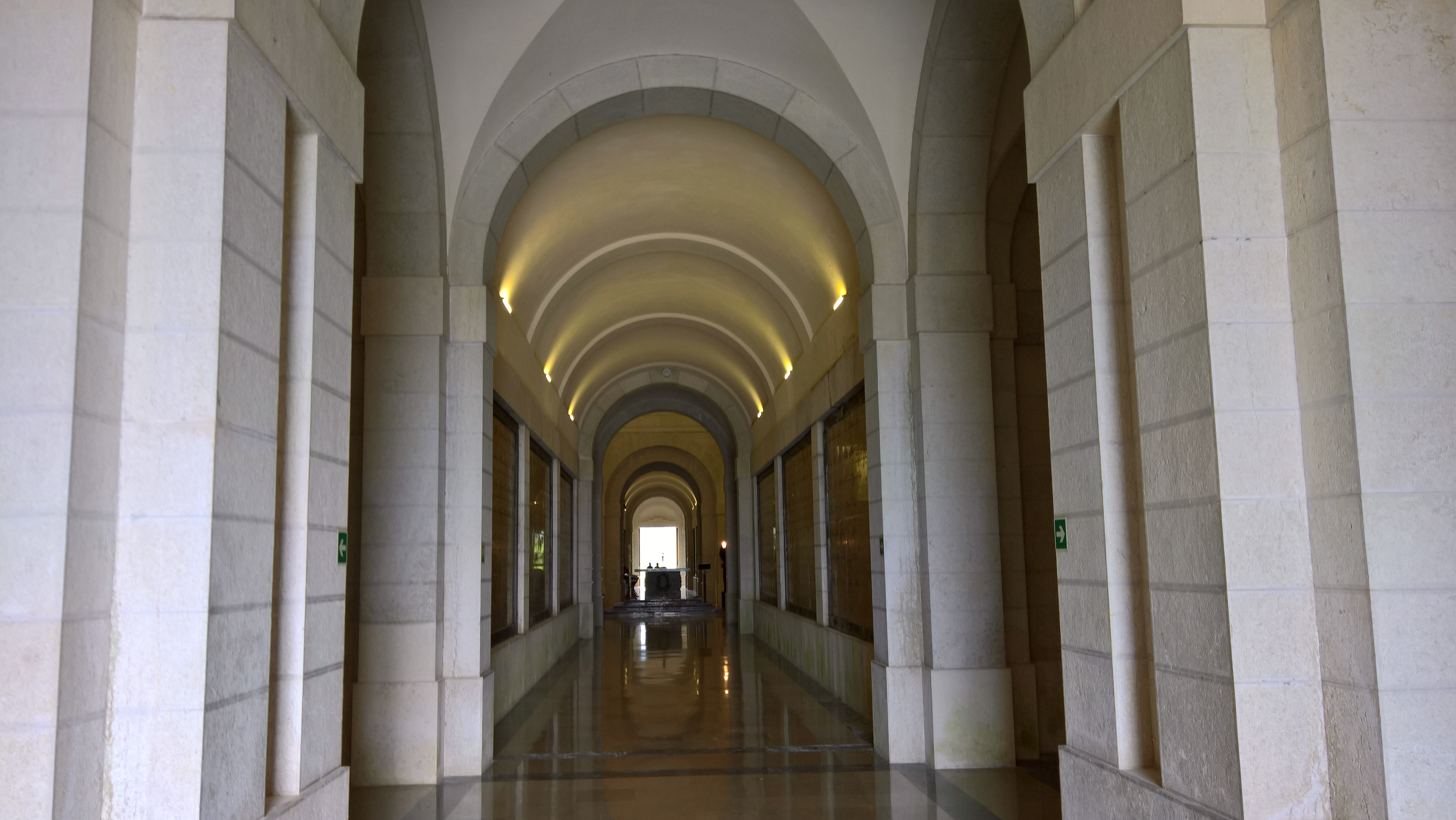
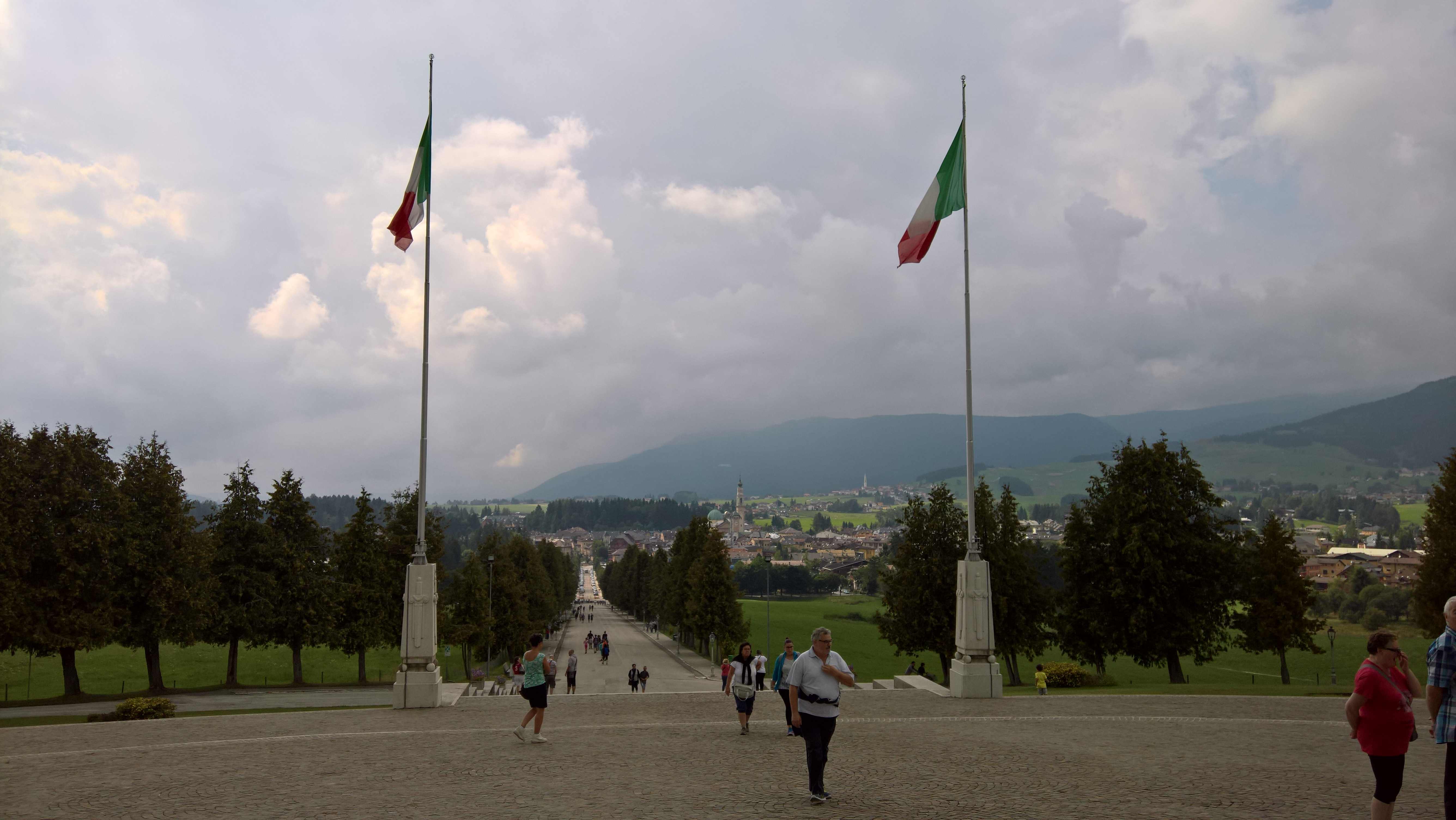
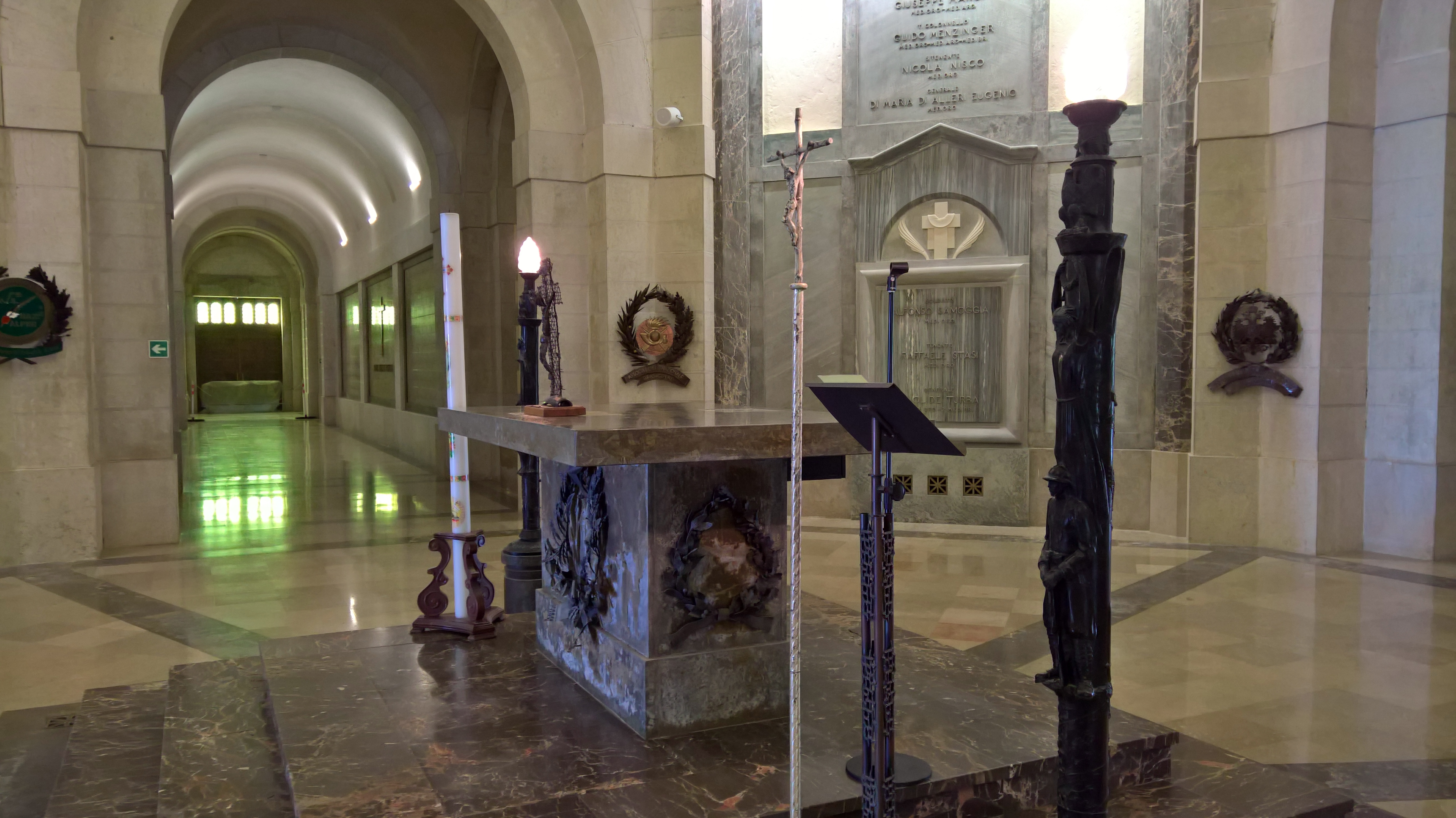
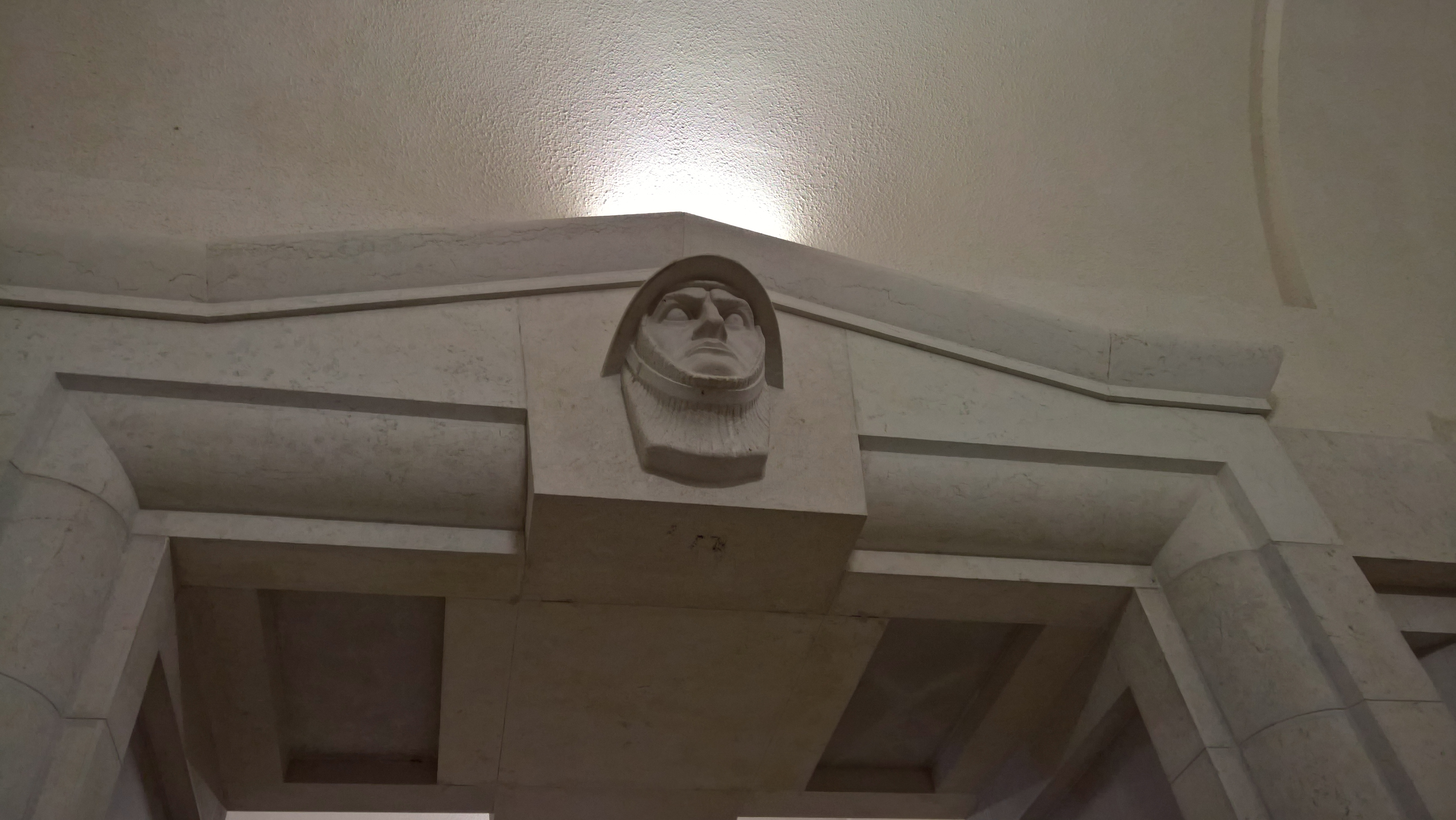
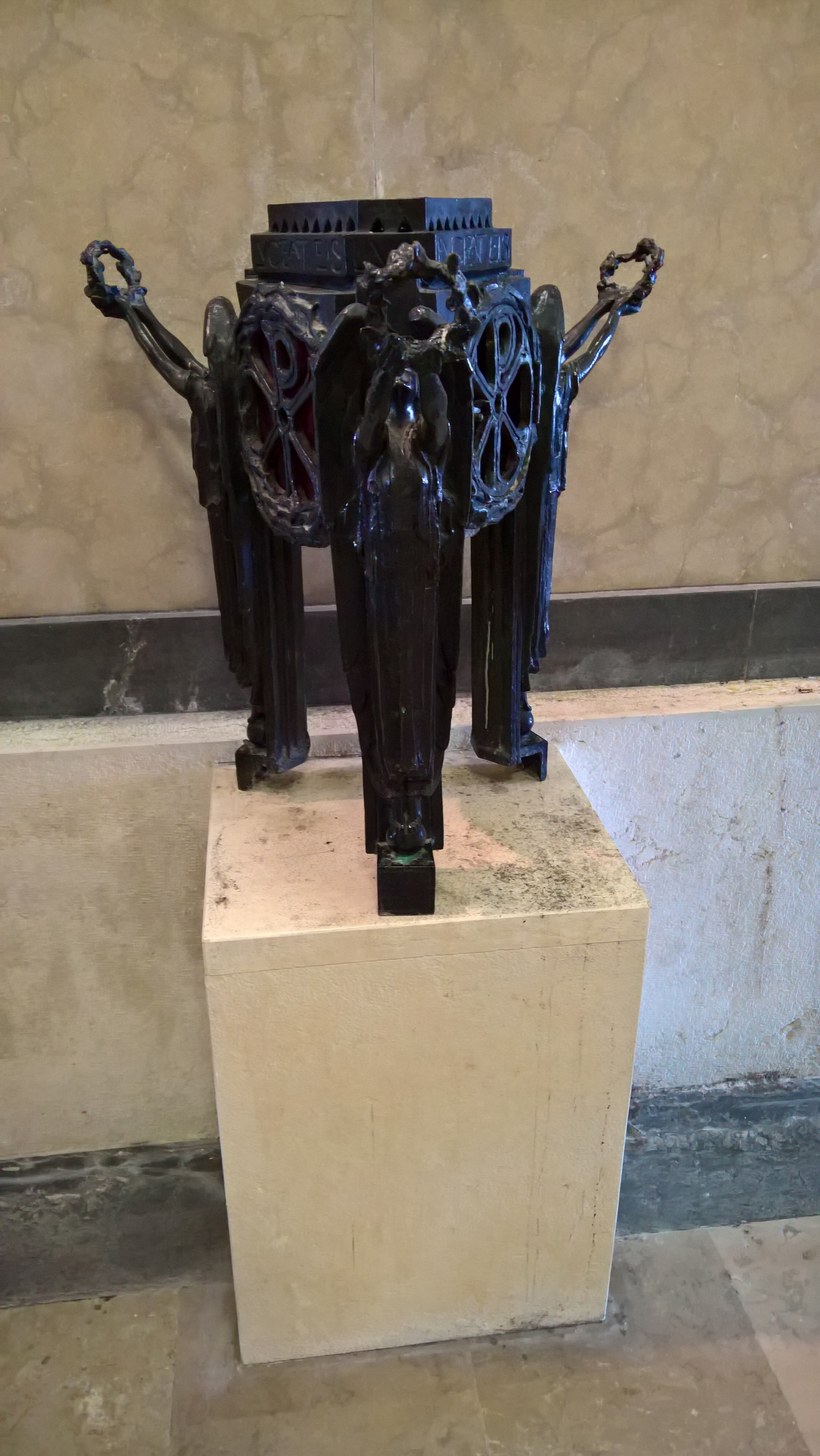
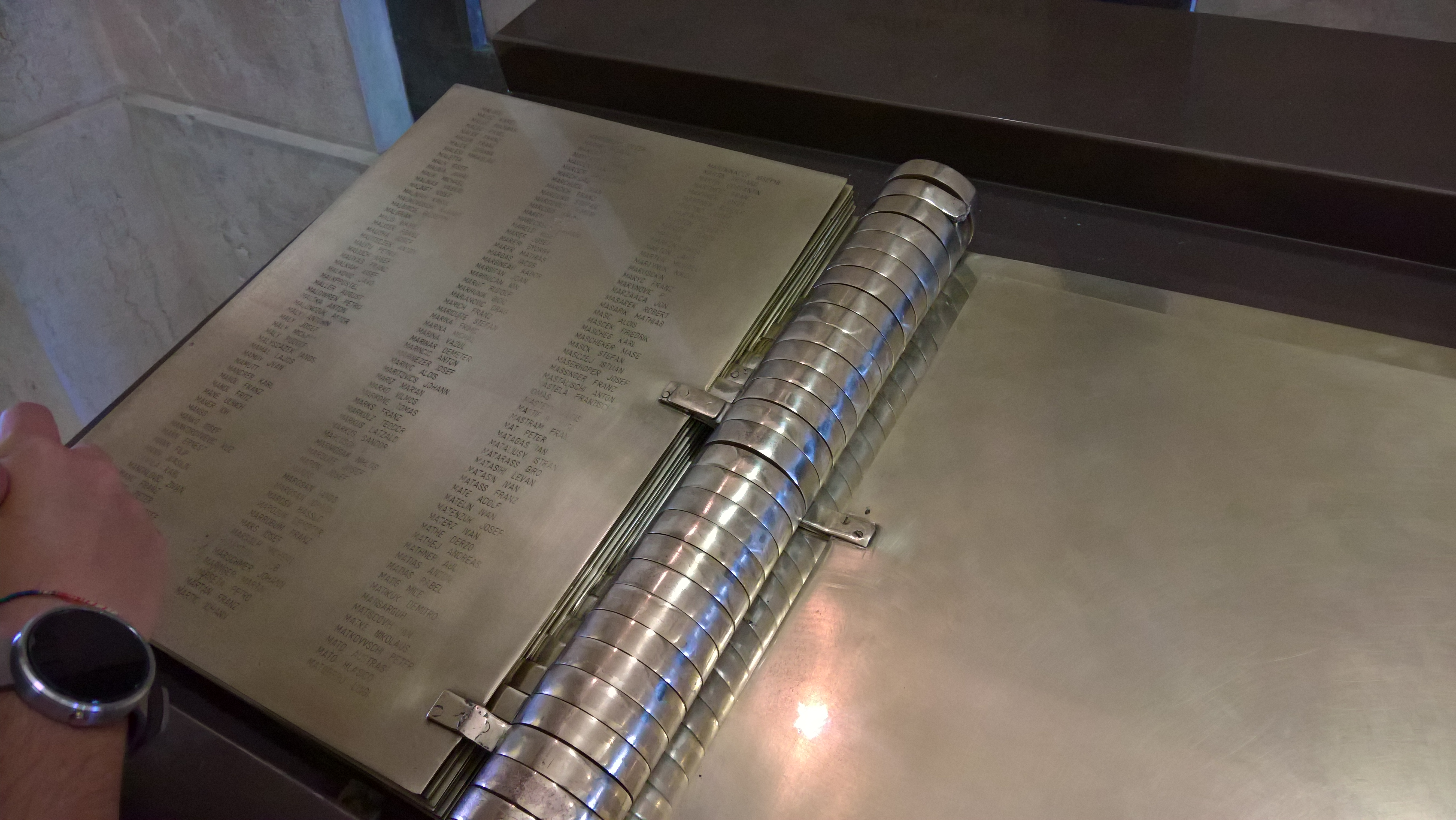
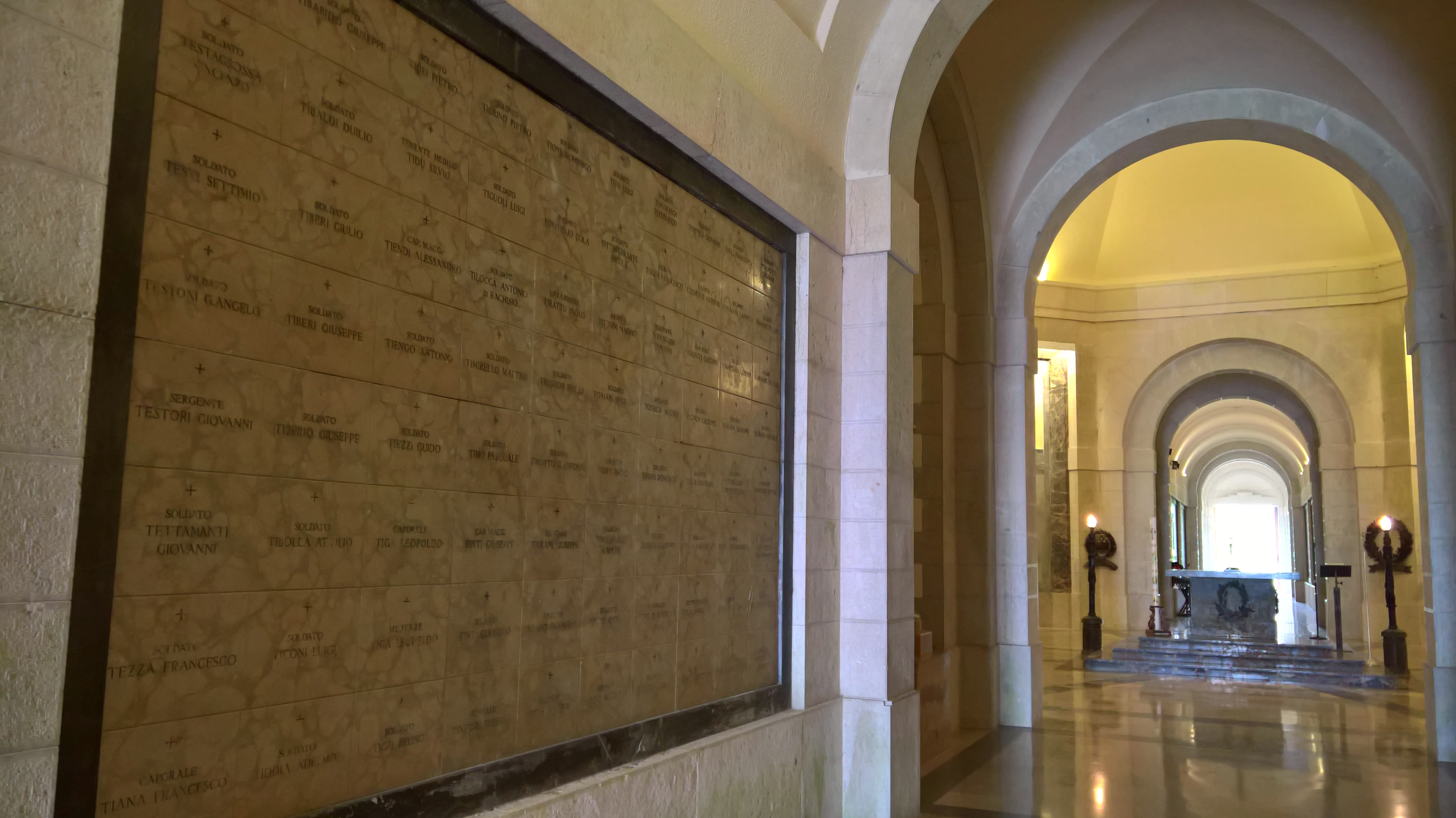